# 1225 dans les croisades
Cette page regroupe les évènements concernant les Croisades qui sont survenus en 1225 :
- 25 janvier : Philippe d'Antioche, roi d'Arménie, est détrôné et emprisonné[1].
- 9 novembre : mariage de l'empereur Frédéric II avec Isabelle II, reine de Jérusalem[2].
- 29 novembre : début du concile de Bourges pour traiter de la question cathare[3].
- selon une chronologie traditionnelle, Othon de la Roche, duc d'Athènes, aurait quitté son duché en le confiant à son neveu (en réalité son fils) Guy Ier de La Roche[2] ; les auteurs récents[4] remettent  en doute cette affirmation qui n'est basée sur aucun document historique.
- l'ordre Teutonique commence à intervenir dans les croisades baltes[5].
- Henri Ier est couronné roi de Chypre[6].